# فرانک جی. لوش
فرانک جی. لوش (به انگلیسی: Frank J. Lausche) سناتور سابق عضو حزب دموکرات ایالات متحده آمریکا بود. وی در سال ۱۹۵۷ تا ۱۹۶۹ میلادی سناتور ایالت اوهایو در سنای ایالات متحده آمریکا بود.